# Wagon Queen Family Truckster
La Wagon Queen Family Truckster è la fittizia automobile usata dalla famiglia Griswold nel film National Lampoon's Vacation. La vettura è basata su di una Ford LTD Country Squire Station Wagon  appositamente modificata per il film.

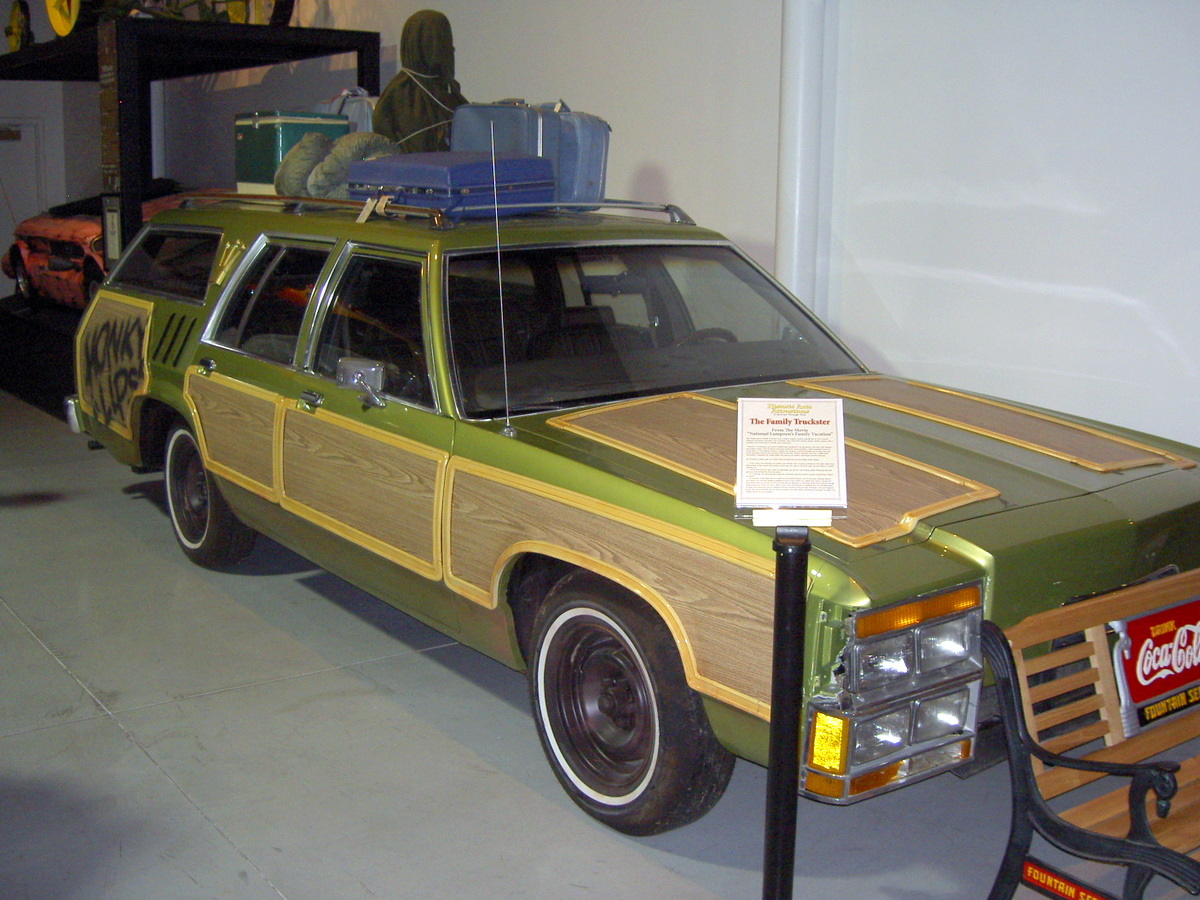
Wagon Queen Family Truckster

La Family Truckster venne progettata e realizzata da George Barris, famoso per aver creato altre famose auto della storia del cinema come la Batmobile della  serie Tv degli anni sessanta e altre ancora. Il disegno venne realizzato in maniera volutamente ridicola e di cattivo gusto, con delle trovate che parodiavano le grandi giardinette americane degli anni '70. La vettura ha dei pannelli in radica sulle fiancate e sul cofano, 8 luci davanti (4 per ogni lato) e 4 luci dietro, che sono sempre le stesse luci girate e montate in maniera simmetrica, nessuna griglia per il radiatore, ma solo due fessure proprio sopra il paraurti, copricerchi cromati con sopra una grossa e vistosa corona e un tappo del serbatoio piazzato sul parafango anteriore a destra. Inoltre, il motore produce un suono sinistro che tende a continuare anche dopo aver spento il motore (per quanto la macchina dovrebbe essere nuova) e come equipaggiamento di sicurezza vi è un airbag fatto con un sacchetto della spazzatura.

## Nel film
La Family Truckster viene acquistata dal capofamiglia Clark Griswold che va, insieme con il figlio Rusty, alla concessionaria auto di Lou Glutz. Clark si reca con la sua Oldsmobile Vista Cruiser, che ha intenzione di dare indietro per una non specificata Antarctic Blue Sport Wagon. Il venditore Ed (interpretato da Eugene Levy), però, afferma che la macchina richiesta non è ancora arrivata, e che si tratta di un errore di ordinazione. Quindi sposta l'attenzione di Clark su una delle diverse Family Truckster invendute che ha nel parco macchine. Nel momento in cui Clark decide che vuole tenersi la sua precedente Oldsmobile e chiede di riaverla indietro, gli viene consegnata completamente appiattita dalla pressa. Di conseguenza, prende la Family Truckster, e arriva a casa presentando orgogliosamente l'auto alla moglie e definendolo "un ottimo affare".
Nel corso del film, la macchina finisce vittima di numerosi scempi;
- Mentre sono a East St. Louis, quando chiedono informazioni su come tornare all'autostrada, alla macchina vengono rubati tutti i copricerchi e le viene dipinta con la bomboletta la scritta Honky lips sulla fiancata posteriore destra. Neanche qualche minuto dopo, Clark si addormenta alla guida e quasi finisce col demolire l'auto, svegliandosi solo all'ultimo, facendo una spettacolare manovra e posteggiandola perfettamente nel parcheggio di un motel.
- Alla prima sosta per il rifornimento, Clark non riesce a trovare il tappo della benzina. Pensando che si trovi dietro la targa, la stacca con forza e la lancia involontariamente contro un'altra auto. Scoprirà poi che l'apertura del serbatoio si trova sul parafango anteriore destro.
- Mentre sono in Arizona, cercando di localizzare il Grand Canyon, Clark si distrae, entra in una strada con divieto d'accesso e fa un volo proprio dentro il canyon, atterrando con il muso dell'auto, spaccando il radiatore, la mascherina, i fari anteriori e scoppiando tutte e quattro le gomme. La macchina verrà recuperata da un meccanico truffaldino che la riparerà alla bene e meglio e costringerà Clark a dargli tutti i soldi contanti che ha nel portafogli.

## Nella cultura di massa
Parecchi fan si sono adoperati per realizzarne delle repliche nel corso degli anni, passione quella delle repliche di automobili da cinema molto diffusa negli Stati Uniti. 
L'unica Wagon Queen Family Truckster sopravvissuta alle riprese risiede ora all'Historic auto attractions museum di Roscoe, nell'Illinois. 
Nel film Un biglietto in due, l'automobile usata da i protagonisti John Candy e Steve Martin è una Chrysler LeBaron Town & Country convertible del 1986 che ha uno stile di carrozzeria molto simile a quello della Family Truckster. Il film è di John Hughes, autore della sceneggiatura di National Lampoon's Vacation, e la macchina in questo secondo film richiama molto alla Family Truckster. Non a caso, anche in questo film, il destino di quest'auto è abbastanza tragico (finisce bruciata).
Essa compare anche nel quinto film della serie cinematografica National Lampoon's Vacation: Vacation (J. F. Daley e J. Goldstein, 2015).